# Franci Žbontar
Franci Žbontar, slovenski hokejist, * 12. junij 1952, Jesenice.
Žbontar je bil dolgoletni član kluba HK Acroni Jesenice. Za jugoslovansko reprezentanco je nastopil na Olimpijskih igrah 1972 v Saporu in 1976 v Innsbrucku. 
Leta 2012 je bil sprejet v Slovenski hokejski hram slavnih za leto 2008.